# ال‌جی دیسپلی
ال‌جی دیسپلی (به انگلیسی: LG Display) شرکت الکترونیکی کره‌ای است، که بزرگترین تولید کننده صفحات ال‌سی‌دی در جهان می‌باشد.
شرکت ال‌جی دیسپلی در سال ۱۹۹۹ توسط شرکت‌های فیلیپس و ال‌جی الکترونیکس تأسیس شد. دفتر مرکزی این شرکت در شهر سئول، کره جنوبی قرار دارد و بخشی از سهام آن در بازارهای بورس نیویورک و بورس کره معامله می‌شود.